# 三(三氟甲基)铋
三(三氟甲基)铋是一种有机铋化合物，化学式为Bi(CF3)3。它可由二(三氟甲基)镉二乙腈合物和溴化铋在乙腈中反应制得。它和三乙胺在氯化铝存在下反应，可以得到四氯铋酸二氟甲基三乙基铵。